# Ндінді
Нді́нді (англ. Ndindi) — традиційна громада у складі дистрикту Саліма Центрального регіону Малаві.
Населення — 47795 осіб (2018).